# 勇者義彥和惡靈之鑰
《勇者義彥和惡靈之鑰》（日语：勇者ヨシヒコと悪霊の鍵）為東京電視網2012年10月12日起至12月21日止於電視劇24（毎週五24:12－24:53）時段播出的電視劇，由山田孝之主演。本劇同時提供高畫質影像。本作是2011年（平成23年）7月8日播放到同年9月23日的連續電視劇《勇者義彥和魔王之城》的續集。2016年，推出新的續集《勇者義彥和被引導的七人》。

## 概要
從2011年12月20日以來，在2012年5月16日0:00開始打破約5個多月的沉默，在《勇者義彥》公式twitter突然留下一個不知道會發生什麼事的預感的留言。同日也通知各家媒體即將要推出續作的消息。同年8月14日正式決定副標題為《惡靈之鑰》。
宣傳詞是「毫無意義的冒險再度開始」「只有我們能找到鑰匙」。鑰匙在本作中則成為重要的關鍵字。
本作舞台以前作打倒魔王後的100年為背景。除了由原班人馬再度演出外，就連演出風格也與前作一樣。

## 故事大綱
時間設定在打倒魔王的100年後。似乎有人解開了魔王的封印而讓魔物們再次橫行於世間。就連傳說的勇者義彥的故鄉卡波伊村也受到了魔物的威脅。因此長老不得不募集年輕人們像義彥一樣出發去打倒魔王，但是卻沒有人配得上勇者的稱號，就連擁有義彥血脈的子孫‧奧爾多卡也因為只是個小孩子而無能為力。但在此時早已過世許多年的義彥在村民向佛祖呼喚下，而被佛祖奇蹟般地復活，並且佛祖也將過去與他一同奮鬥的夥伴們也跟著復活，並且賦予他們找出解開封印之人以及再次打倒魔王的任務，於是傳說的勇者一行人將要再次踏上打倒魔王的旅程.....

## 登場人物
義彥（ヨシヒコ）
演 - 山田孝之
100年前打倒魔王加利亞斯的傳說勇者。個性善良而且正義感十足。前作結尾後安享天年過世，但因為魔物橫行而在村民的祈求下讓佛祖因此將他與其他人一起復活，並且要他出發找出解開封印的人奪回封印的鑰匙。不過因為佛祖忘了存檔的關係，讓他過去的經驗值歸零而只好等級0的型態再次旅行。
另外前作終盤中，原本可以直接看到佛祖，但本作中因為等級歸零的關係而又看不到，於是只好用觀察日全食的日眼鏡代替紅藍3D眼鏡遮掉部分的光芒才看到佛祖。並且依然有說夢話的習慣，而且似乎不喜歡咕嚕肉中加入鳳梨。
很怕鬼。另外從被同伴說他是笨蛋來看，似乎欠缺一般常識及知識，連一般的漢字也看不懂。
第8話在達摩神社中轉職為「僧侶」，但因為愛上了一位不幸而美麗的人妻而差點決定要捨棄封印魔物的使命，最後被佛祖用佛光普照讓他重新回復正常。
最終話犧牲自己的性命打倒迪斯塔克並且讓阿紫他們封印了魔物而再次取回和平。剩下的同伴也因為使命結束，所以向佛祖要求送他們和義彥一樣回到天國。但是佛祖因為失手而又讓義彥第三次復活，讓他們一行人再度踏上旅行，但是義彥依然留下一個外星生物將會入侵的伏筆，似乎是為了電影版作準備。
團藏（タンジョー）
演 - 宅麻伸
熱血且氣勢強的戰士。前作結尾後安享天年過世，之後被佛祖所復活。雖然是身經百戰的戰士卻看不起可愛的動物，因此多次被人警告有危險下卻依然接近而被攻擊。
因為在前作中一度露出本性，讓他對自己所扮的女裝相當有自信而意外有女性化的一面。說自己有點頻尿，讓他晚上因此多次爬起來上廁所。另外對於過去的愛情似乎有些心理創傷。
最終戰再被迪斯塔克攻擊時，從他所想像的「楽園」裡可得知是名愛馬家。
在本作中依然展現出現擅於應付女性的一面並且也喜歡女性撫摸他的鬢角。
第8話在達摩神社中依然選擇和前作一樣的「武術家」職業。
阿紫（ムラサキ）
演 - 木南晴夏
個性有點自大並且毒舌的女刺客。前作中留著辮子，但本作中以短髮之姿登場。前作結尾後安享天年過世，之後被佛祖所復活。所持的武器和前作一樣，是被義彥替換掉的玩具短刀。另外在過度驚嚇時會翻白眼。
本作第3話中，能知道原本停在她肩上的黃色小鳥「奇洛」其實會飛，而且還能讓除了阿紫以外的人知道牠在說什麼。不過和前作一樣不可思議的是，會利用牠所停駐的人的嘴巴來說話。
在本作中多次展現對義彥的好感，但由於義彥太過單純而一直無法察覺。
擅長作速食咖哩，但反而被義彥用來吐嘈她不會作菜而無法成為一名合格的妻子。
最終戰再被迪斯塔克攻擊時，從她所想像的「楽園」裡可得知想要成為像是AKB48的偶像。
第8話在達摩神社中依然選擇和前作一樣的「法師」職業。並且也因此學到名叫巴魯奔德而會有隨機效果的咒文。
美列布（メレブ）
演 - 室剛
擅長使用給人感覺很微妙的法術的法師。前作結尾後，為了學會能夠幫助人的法術而前往西方･･･但不久卻被牛給撞死。因此復活時，以年輕的姿態登場。另外和其他同伴不同的是，只有他的墓碑記載為「有著奇怪的痣的金髮仔」。和其他同伴一樣，因為佛祖忘了存檔而變成等級0而因此忘了許多之前學會的法術。在第二次旅行中，因為知道義彥的壞習慣而與其他同伴一起幫忙控制他避免他失控(像是要控制他有話直說的個性)。
和前作一樣喜歡虧阿紫是「平胸」「貧乳」。雖然當學到咒文時會現給同伴看，但內心其實也會在意自己只會使用一些很弱的咒文。
最終話中因為阿紫的巴爾奔德的法術的力量，等級一口氣升級20級，但由於只學了四個沒什麼用的咒文，讓阿紫因此罵他是派不上用場的傢伙。
第8話在達摩神社中不知為何轉職為「遊人」。但被其他同伴吐嘈說原本的他和遊人沒什麼不同。
阿久（ヒサ）
演 - 岡本梓
義彥的妹妹，個性溫柔善良。雖然不是這次旅行中必要的人物，卻被佛祖"失手地"一起復活。與前作一樣依然在背後默默守望著義彥。雖然每集都會自行學得武術而即將與義彥等人一同作戰，但又立刻被某人打昏帶走，最後雖然被迪斯塔克抓走，但依然沒使出所學的武術。
學到的武術分別是忍者→拳法家→神射手→格鬥家→西洋劍士→拳擊手→醉拳高手→Ｏ斗神拳繼承人→村姑
佛祖
演 - 佐藤二朗
舉止可疑而且行為讓人感到討厭的佛祖。授予義彥他們奪回「惡靈之鑰」並且封印魔物的使命而告訴他們以後旅行的方向。
在續集中似乎能知道有許多個佛祖，他則是「4号」而且似乎大家還會湊在一起玩麻將。另外也能知道他有一個家庭（妻子似乎長得像廣末涼子但稍微胖一點）。
擁有一台像是iPad的平板電腦並且可以用來收集情報。也會從不是iTunes而是「佛Tunes（ホトケチューンズ）」上下載資料。最近似乎也很愛玩像是開心農場」的種蘑菇遊戲。
被週圍的人說是「器量狹小的佛祖」，但本人卻是完全不在意。雖然常常在出錯，但也會有救了陷入困境的義彥或是在義彥喪失原本的目的時，重新喚回等發揮作用的時候。
惡魔族
奪走封印魔物的「惡靈之鑰」解除封印的惡魔們，在第9集中已經得到惡靈之鑰而以此建立一個裡世界而企圖讓世界充滿魔物，其首領是暗黑之神‧狄斯塔克。

### 第1話
老年的義彥
演 - 新井量大
老年的團丈
演 - 後藤正興
老年的阿紫
演 - 星野晶子
雖然被佛祖復活，但因為他的失手，讓大家全以老人的姿態登場，因此戰鬥力接近0。不過透過佛光普照光線的照射下而回復年輕。
長老
演 - 坂田聰
現在卡波伊村的村長。因為魔物橫行而讓他擔憂整個村子的未來，因此不斷在尋找新的勇者出現。
奧爾托葛（オルトガ）
演 - 鈴木福（友情客串）
住在卡波伊村的少年。“勇者”義彥的子孫。雖然村長要他以“勇者”的身分去打倒魔物們，卻被他以「因為只是個小孩子所以沒辦法」而拒絕。就連復活的義彥一行人邀請他一起旅行時，也被他以「檔期排滿」等大人的事情而拒絕。
名字來自於「勇者鬥惡龍III 接著邁向傳說」主角之父的名字，造型來自於勇者鬥惡龍II的主角的模樣。
奧爾登（オルダン）
演 - 神尾佑
北方大陸的長老･拉伯納的使者。前來卡波伊村並告訴他們義彥子孫在村中的事情。
拉伯納（ラボナ）
北方大陸的長老。只有名字出現。奧爾登說他是一位無所不知的預言家。
魔王加利亞斯（魔王ガリアス）
声 - 中尾隆聖
前作的魔王。出現在佛祖另外找到的存檔之中。不過因為等級差太多，讓義彥一行人只好重新以等級0的姿態開始。
魔物
像是史萊姆一般的怪物。雖然是雜兵類的怪物，但反而能一擊打倒老年的義彥。

### 第2話
彼特（ビドー）
演 - 細田義彥（友情客串）
出現在義彥等人面前的盗賊。與女友艾莉之間的愛情相當濃烈，還會與她立刻成為無視週遭狀況，只會在一旁談情說愛而令人感到厭煩的笨蛋情侶。最後被團丈以一個沒什麼了不起的傷害所打倒，還因此與艾莉進行一段像是要別離的演出。雖然讓美列布覺得演得太假了，但卻讓其他人因為覺得演得逼真而落淚。
艾莉（アリー）
演 - 平野綾（友情客串）
彼特的女友。在他面前像是個喜歡裝可愛並且愛撒嬌的辣妹系女孩。喜歡使用感情激烈且又臭又長的台詞，與彼特沉浸在兩人愛的世界中。在彼特被打倒時，不斷大喊著「救救他!救救他!」，讓人會感受到宛如《在世界中心呼喊愛情》印象的台詞。
村中少爺
演 - 宮崎吐夢
敢薩村中的村長少爺。與卡巴納村的富商之女結婚。而傳說中的惡靈之鑰可能由富商之女持有。但因為她被抓走，於是讓義彥等人以此作為交換條件而去救她。因為從未與公主見面，所以似乎不知道她的傳聞。
公主（變身中）
演 - 芭比（前搞笑團體「Fall in love」）
卡巴納村的富商之女。要嫁來敢薩村的途中被山賊抓走。向義彥等人說出自己的“長相”是被魔物詛咒所致。雖然大家都半信半疑，但由於是傳說中的美女，而且就連侍女也說她相當可愛，讓村中少爺與義彥等人都非常期待他原本的樣貌，因此盡力要幫她回復原狀。
公主（本來的樣子）
演 - 伊藤麻實子
藉由月亮神鏡的力量解開詛咒而回復原狀。但因為只是比之前好看一點，而讓大家都無言以對。
美基洛（メジロ）
演 - 田中美晴
公主的侍女，和公主一起被山賊抓走，並且被義彥以為她是公主而先救出來。她的美貌讓村中少爺一見鍾情而希望娶她為妻。
魔物
勇者鬥惡龍III 中出現的盜賊風魔物。雖然看起來相當瘦小，卻意外地非常強。
守護神（守り神）
守護著存放存放有月亮神鏡的殘暴守護神。雖然看起來像是吉娃娃一樣可愛，卻會以尖銳的白牙攻擊義彥等人。最後意外地在美列布的凹臉咒下，因為咬合不正無法攻擊而被擊敗。

### 第3話
薩奇（ザジ）
演 - 青木崇高（友情客串）
以毒霧為武器的盗賊。威力相當強，只要被吸入就能致人於死。不過因為沒有考慮風向而噴出毒霧，結果吸到被逆風吹回來的毒霧而被打敗。
葛來（ガライ）
藥師，也是村中的智者。由於村中男人會在半夜變成貓，因而努力研究回復的藥。
Boss(ボス)
演 - 德光修平
作亂托萊普村的真兇，也是一名人妖。讓村中女人為他工作，喜歡的男人則讓他在自己的身旁，並且散佈讓其他會變成貓的細菌。擁有摸到對方股間就可以封住對手行動、被他抱住就會難以反抗的能力。真面目則是一隻巨大的樹妖，由於很怕穿著性感內衣的女人，因此在阿紫的幫助下露出破綻而被義彥打敗。
史萊琳（スラリン）
像是第1話登場的魔物的魔物。被打倒後加入義彥等人的隊伍中，被取名為「史萊琳」而放到馬車上。勇者鬥惡龍V取得馬車之後第一個收服的史萊姆名字也是「史萊琳」。

### 第4話
新人盗賊
演 - 小柳友（友情客串）
為了成為盜賊而上教習所的青年。現在為了考執照而在路上實習中。雖然個性認真但因為作事實在太笨拙，因此一直被教官注意與指謫而讓他因此落淚。讓好心的義彥因此陪他繼續實習。
教官
演 - 八嶋智人（友情客串）
盗賊教習所的教官。因為指導太過仔細而囉嗦而會讓人不知所措，常讓新人因為還不習慣感到焦急而只能一直白費力氣在操練上。
村長
演 - 阿南健治
托羅壇村村長。雖然讓村人可以免於被邪惡的幽靈騷擾，但卻對他們課徵重稅。實際上是被他所持有的鑰匙上的惡靈控制所致，本人則是一個好人。
幽靈首領
演 - 溫水洋一
住在北山廢屋，是典型的鬼故事中會出現的鬼的模樣的正統幽靈。實際上是托羅壇村前村長，因為被遭惡靈附身的現任村長所殺因此讓他充滿悔恨一直無法成佛，最後在義彥等人趕走惡靈而安心成佛。
鬼（ゴースト）
戴著帽子，全身橘色而像是鬼的魔物。會使用叫作「梅拉」的咒文。

### 第5話
井裡的怪人
演 - 佐久間一行
住在井中，穿著粉紅色緊身衣的魔物。是個會一邊跳舞一邊唱歌的無害型魔物。會使用復活邪神3的背景樂[最果ての島]而不斷持續讓人捉摸不定的段子、讓不知道何時結束的義彥感到不耐而打倒他。只有美列布以「有點可憐的獨特的人」而很欣賞他。
今八（こんぱち）
演 - 三又又三
一名住在薩庫拉村而將村人洗腦讓他們成為魔物祭品的咒術師。會以摸頭髪、作動作、講解漢字等來對人洗腦；但其實是被魔物所操控所致，本来是熱血兼熱心的老師。整體造型及動作都像是金八老師。
大森
演 - 鈴木正幸
是個常和今八吵架的巡警，來自3年B組金八先生中的角色，平常看來閒閒沒事而被今八在吵架時問他何時退休。
尤繼諾（ユキーノ）
演 - 宗田淑
說初次見面的義彥是她肚子中胎兒父親的女國中生，並且決定要生下孩子。來自3年B組金八先生中的角色。
乾（いぬーい）
演 - 松村曜生
阿瑪佐（あまぞ）
演 - 渡邊妙子
同喬恩（こちょーん）
演 - 鷹觜喜洋子
闊喬恩（ょとーん）
演 - 西澤勉
髭鳥（ひげとり）
演 - 坪内悟
和今八一樣被魔物控制而對村人進行洗腦的老師們。他們在辦公室的場景似乎與3年B組金八先生中的櫻國中場景相似。

### 第6話
奈爾遜（ネルソン）
演 - 大東駿介（友情客串）
義彥參加的武道会·B區的最初相手。是個以身為功夫的發源地東林寺中最強而自豪的男人。其他還擁有柔道八段、空手九段、打倒亞洲黑熊10頭的事蹟。另外似乎會有身上很臭及很會流汗等會讓人感到不舒服的情形而一直要義彥棄權。以快到讓人看不見的迅速動作和攻擊而將義彥逼入困境。但由於小弟弟毛被褲子的拉鍊夾到感到痛苦而因此被義彥趁隙擊敗。
波爾卡諾（ボルカノ）
演 - 高橋努
B區第2戰對手。左臉上有巨大十字傷痕的男人。將擁有百獸之王而被叫作「芹澤」的男人誤會是義彥本人，因此對他產生敵意。就連本人也像是《漂丿男子漢》中的鈴蘭男子高中的不良少年牧瀨隆史（演員其實是同一人）。擅長頭鎚。由於很少碰到女人，因此對於女人的聲音及動作會有反應。讓看穿此點的美列布要阿紫去色誘他而成功，讓他因此興奮到跑出場外而輸掉比賽。
塔西森（タシスン）
演 - 裴正明
武道会準決賽的對手。是名身材纖弱而只穿著丁字褲的男人。擁有讓人無法想透是如何進入準決賽的貧弱實力，讓義彥在充滿懷疑而要將他丟出界外時，突然出現六名帶著雙親遺照看起來相當貧困的小孩子們對他大叫「哥哥」來為他加油。因此讓溫柔的義彥想要輸給塔西森。但被阿紫發現六個孩子所叫出的哥哥名字都不同而發現這些是騙人的，讓感到自己的良心被玩弄的義彥相當憤怒而將他丟飛到遠處的山上。
Jackie pion（ジャッキー・ピョン）
演 - 粟根誠
決賽對手。一名像是有名漫畫中的傳說的武術家的白髮老人。行動相當快而是名高手。一擊就將義彥打死（但義彥卻因此跟隨仙人修行而很快就復活）。白髮和墨鏡只是他的裝飾，真面目是名中年的武術家。不過因為似乎沒人認識他，讓他的偽裝沒有半點意義。最後在義彥復活而要與他再度對決時，被美列布他們趁著時間暫停時將他搬出場外，讓他在不明所以然的情況下而輸掉。
艾伊西斯城國王
演 - 鎌倉太郎
艾伊西斯城國王，武道會的舉辦者。邀請想要鑰匙的義彥參加他舉辦的比賽。
仙人
演 - 梶原善（友情客串）
長相神似漫畫七龍珠中的卡林仙人相似而住在山中小屋的仙人。可以讓時間暫停。為了不要讓被Jackie pion打死的義彥輸掉而因此對他進行嚴格的訓練。但修行的內容卻全都是在玩樂，就連訓練結果有沒有效都讓人感到懷疑，不過單純的義彥還是深信有效。
龍（ドラゴン）
守護西山寶箱的綠色龍。全長3公尺會像蜥蝪一樣用四腳爬行並且也能吐出火燄。

### 第7話
假義彥（偽ヨシヒコ）
演 - 濱田岳（友情客串）
由岩石魔物變身成義彥的樣子。比起義彥更像是一位勇者，但他的目的則是要取得惡靈之鑰來解放魔族。曾與義彥為了取得鑰匙而一起冒險過並且因此與他和好，而讓義彥甚至要不惜讓他們來取代以前的同伴；但最後被義彥發現自己與他們的目的不同，憤而與以前的同伴們一起打倒他們。
假團丈（偽ダンジョー）
演 - 宍戸開（友情客串）
由持有棍棒的單眼魔物變身成團丈的樣子。比原來的團丈更紳士而深受孩子們的歡迎。
假阿紫（偽ムラサキ）
演 - 有村架純（友情客串）
由液狀的魔物變成阿紫的樣子。比原來的阿紫更可愛，也擅長料理而因此奪得村中的男性以及團丈和美列布的心。另外會使用冰的咒文。
假美列布（偽メレブ）
演 - 山中崇
由持劍的骨頭魔物變身成美列布的樣子。咒文部分比原來的美列布還優秀，會使用火燄咒文及解毒咒文跟睡眠咒。
路易達（ルイーダ）
演 - 佐藤江梨子（友情客串）
在基拉那村中開設路易達酒店的性感女店長。一度幫義彥負責寄放團丈、阿紫及美列布。

### 第8話
讀心術盗賊
演 - 戶次重幸（友情客串）
擅長使用讀心術的盗賊。雖然能夠百分百猜中別人的行為；但似乎有時會出個錯來逗逗觀眾。戰鬥中不斷使用讀心術來玩弄義彥等人，但在義彥攻擊時因為故意出錯而被打倒。
芙蘿娜（フローナ）
演 - 中村友理
一名苦於被丈夫佐薩施以家庭暴力的人妻，但卻一直堅強的忍耐著而盡力貢獻給家庭的堅忍女性。被轉職為僧侶而決定用善良慈悲拯救世人的義彥的話所動心。因此讓義彥要她與自己一起私奔，但她一直下不了決定。之後因為阿紫的法術讓他們夫妻兩人因此重新和好；義彥對於人妻的愛也在佛祖的佛光普照下而被消除掉。
佐薩（ゾーザー）
演 - 柿澤勇人
芙蘿娜之夫。平常就會對妻子家暴。之後與即將要將芙蘿娜帶走的義彥進行對決；但在阿紫的法術下而變成一位愛妻家。
埃爾夫（エルフ）
演 - 野村啓介
一名知道旅程之門的位置的人。喜歡好勝的女性而因此對阿紫一見鍾情，並且以告訴她旅程之門的位置為條件，要阿紫與他結婚。但因為阿紫透過旅程之門到達的賭場中獲得寶箱鑰匙後，以「你不是我喜歡的那一型」為理由甩了他。
賭場的女性（カジノの女）
演 - 田中小夏
可以讓人沉靜下來而在賭場中負責誘惑男性客人的性感女性。
狗
演 - 波可（小狗）
一名被魔物變成小狗的小偷。能夠講人話。拜託經過他旁邊的阿紫幫忙挖洞，並且為表謝意告訴她埃爾夫的位置。

### 第9話
莫爾敢（モルガン）
演 - 田中直樹（友情客串 / 搞笑團體「鐵公雞二人組」）
住在艾斯塔斯的發明家。雖然擁有能夠將傳說的貴金屬「奧裡哈魯根」作成最強裝備的技術，但也會作出完全不實用的自動翻桌機、猜拳勝負判定機及要煮5年時間的電飯鍋。
盗賊
演 - 森崎博之（友情客串 / TEAM NACS）
同樣看上奧裡哈魯根的盜賊。對決前會講述他和許多劍豪戰鬥的過去，但由於義彥一行人完全沒聽過而似乎非常不可信；雖然自稱學到最強的劍術，卻是完全沒聽過的流派，而且還會擺出可笑的戰鬥姿勢，最後被義彥一擊打倒。
狼人（オオカミ男）
演 - 勝地涼（友情客串）
一名在滿月會變身成狼人的盗賊。自稱自己變身後會相當強，但在義彥等人面前變身到一半時因為月亮被遮住而無法完全變身；結果變成像是裝獸耳的角色扮演，被阿紫及美列布當成笨蛋一樣，讓他因此只能暗暗哭泣而相當傷心。最後被義彥「等可以完全變身時再來挑戰我吧」的話說服而很老實地讓路。
艾麗莎（エリザ）
演 - 指原莉乃（友情客串 / HKT48）
在義彥前去尋找奧裡哈魯根的路上遇到的女盗賊。由於遇到時是素顏的模樣而讓她感到害燥，並且還說出「用素顏戰鬥的話會讓秋元先生生氣」，而要義彥先等她化好妝再來戰鬥；但再次出現時，因為和之前的模樣沒什麼變化，被鑒貌相當嚴謹的義彥憤怒地打倒。
今八（こんぱち）
演 - 堀裕人
因為阿紫使用出「巴爾奔得」的瞬間移動咒文，讓他們回到第5話造訪的村子中的老師。但模樣似乎和以前的今八不同，於是美列布說這位「今八」是不同的事務所。
尿布怪、大便魔
義彥一行人在路上遇見的怪物。美列布說「最新的Ⅹ」中的出現的怪物。由於義彥不知如何應付，讓美列布忍不住對他說出：「你沒玩新篇嗎？」
木乃伊男（ミイラおとこ）
一名全身包著繃帶全身黑色的骨骸魔物。倒在義彥等人面前而向他們說出「請帶我到醫院…」。
哈姆二郎（ハムスター）
守護著奧裡哈魯根而像是倉鼠的小型怪物。雖然看起來相當可愛，但其實有一副殺人的尖牙，讓看不起可愛怪物的團藏一邊唱著「過來吧，過來吧，哈姆太郎~」一邊接近牠而因此被襲擊。

### 第10話
魔物（モンスター）
演 - 大水洋介（ラバーガール）
負責守衛迪斯塔克所在的城的守門人魔物。能夠使用強力的炎系魔法，同時會使用獨特的揶揄來嘲弄義彥一行人；不過內容都是冗長而無法立刻切中要點。
浩輔（コウスケ）
演 - 佐藤祐基
在海之家工作且個性爽朗的好青年，禮夢的哥哥，但實際上兩人不是親生兄妹。對禮夢有好感，雖然一直反對禮夢的夢想，但其實是怕她因為失敗而受傷害。
禮夢（ライム）
演 - 木下美咲
和義彥在海之家相遇的女孩子。夢想是想開設一家迷你廣播台，並且在義彥及浩輔的幫助下成功。本人並不知道自己和浩輔不是親生兄妹，不過後來義彥因為被佛光普照重新洗腦，而對她說出真相。
拉哥斯（ラゴス）
演 - 及川以造
海之家的老闆、浩輔和禮夢的父親。知道「變化之杖」的位置。
海中魔物
在義彥一行人前去尋找變化之杖時出現，分別是三隻長得像半魚人、有翅膀及像是水母的魔物。
海賊團
神似漫畫某部漫畫中出現的海賊團，帶著草帽的人被認為是裡面的領袖。突然出現在義彥一行人面前邀他們成為自己的夥伴，但被阿紫趕走。

### 第11話（最終話）
迪斯塔克（デスターク）
配音 - 平田廣明
支配著裡世界而企圖讓魔物充滿人間的黑暗之神。除了擅長操控雷系及炎系咒文外，也可以侵入他人腦內讓人沉浸在快樂的樂園中而對他喪失戰意。一開始被阿紫的「巴爾奔得」打倒，卻變身成有四個眼睛而像是爬蟲類的巨大怪物的第二型態。雖然義彥無法用劍及魔法擊倒他，但最後被皇帝告知他的弱點在腹部的中心位置，讓義彥與皇帝一起進行自殺攻擊而打倒了他。
皇帝
配音 - 森山周一郎 / 入野自由
魔物們的首領。外表是皇帝企鵝還能從眼睛發射閃電光線，並因此一擊打倒義彥一行人。但其實是被迪斯塔克利用來代替自己領導魔物的影武者；真面目則是義彥曾在艾伊希斯村的格鬥場拯救過的小企鵝。
雖然抓走阿久並且藉此要脅義彥而取得他的光之球，卻因此被球淨化牠的心靈而回復正常並且因此與義彥一行人反抗迪斯塔克。
辛普森（シンポジオン）
演 - 大竹誠（友情演出）
擁有光之球的光之神，也是暗黑之神迪斯塔克的雙胞胎哥哥。雖然一直以來與迪斯塔克像是陰陽般維持世界的平衡，但因為弟弟的力量擴大而因此被打倒而遭封印在裡世界。
之後義彥透過佛祖給他的「光明總藏在黑暗之中」的忠告，到處在洞窟及鐘乳石洞找尋，卻遍尋不著，直到進入到某間民宿時才發現（就在「黑暗」的壁櫉內）。出於親情，他不願對付墮落的弟弟而不願意交出光之球，於是在義彥的強奪下，從他的股間拿到兩顆光之球。
神父
演 - 鎌倉太郎
能夠讓義彥一行復活的教堂神父。對於義彥同伴復活的價碼，團丈是五萬金，阿紫是一萬金，美列布則是六金（裡世界價格）。
但最後因為自己的教堂被迪斯塔克消滅，為了清倉而免費幫義彥的同伴復活，並且只留下一句沒什麼用的話後就消失了。

## 咒文

### 美列布
美列布本作中新學會的咒文。由於等級歸0，因此前作中學得的咒文除了甜點咒及寒冰咒外，其他都忘掉。
粗眉咒（ヨシズミ）
能夠將對方的眉毛變粗的咒文。似乎能夠讓眉毛因為變粗而擋住汗水滴到眼睛。
凹臉咒（シャクレナ）
能夠讓對方的下顎突出的咒文。似乎能讓敵人因此產生違和感而失去注意力。但義彥卻誤認為可以像安東尼奧猪木一樣強而因此加強其戰鬥能力，並且在被解除後還露出不捨的表情。
意外地也能夠用來讓進行咬擊的敵人咬合不正而不能攻擊。
小放屁咒（ヘイミ）
可以讓對方放屁的咒文。似乎能夠讓人因為放屁而感到害羞而可以趁隙攻擊。另外還可以升級成小放屁→中放屁→大放屁→屁不停→無敵屁…，就連升級後的音量也會不同（對義彥施展有無敵屁的效果）。
單冰咒（ヒャダコリ）
能對單人行使的冰系魔法。會讓對方口中出現一小塊冰。也很適合用在天氣熱的時候。如果向對方多次施展時還可以讓對方口中產生許多冰塊並且因此感到頭痛。
初戀咒（ハツコイン）
會讓被施法的人大叫出初戀的人的名字而感到害羞而因此逃跑的咒文。但對於初戀是遙遠回憶的人無效。另外心傷還沒痊癒的團藏也拒絕被施展（因為扮演的演員宅麻伸在2012年離婚）。
思緒咒（トラウム）
能夠讓對方想到不好的回憶，而讓敵人因此陷入困境的咒文。
遠程煮飯咒（メラチャッカ）
一個能讓某處人家的灶爐起火並且煮出好吃的晚飯的火系咒文。
凪咒（ナギ）
風系咒文。會引起像是用扇子扇風的風勢，讓敵人因為感到「舒服的微風」而可以趁勢攻擊。這個咒文也能夠進話而依序變成凪→凪瑪→凪克羅斯而最後變成像是電風扇的威力。
聳肩咒（タケシズン）
能夠讓對方變成像是北野武而無法集中在攻擊的咒文，並且也能夠趁隙打倒對手。
便意咒（ダイベイン）
能夠讓對手感到想要上大號而因此無法集中戰鬥的咒文，並且也能夠趁隙打倒對手。
狗吠咒（イヌゴラム）
能夠將我方一人的聲音變成像是小狗的叫聲來威嚇對方的咒文。但對於像是團丈如此有氣勢的人反而會有反效果。
清新咒（ケアブレス）
能夠將對手的口氣充滿薄荷香而沒有口臭的咒文。如果吃完餃子後再使用，效果會更好。
又來了咒（マタカヨ）
能夠讓我方從現在的洞窟移動到其他洞窟的咒文，被阿紫吐嘈是沒有意義的咒文。

### 阿紫
巴爾奔得（パルプンテ）（咒文）
一種會有隨機效果的咒文。第8話中成功讓芙蘿拉及佐薩和好。第9話中可以回到薩庫拉村，再次使用後可以回到原地。
最終話中對大伙施展，意外的讓美列布等級多提升了20級；甚至最終決戰中被迪斯塔克反彈回去，還讓美列布稍微變帥了點。
鴨嘴（アヒル口）（特技）
一種裝成鴨嘴而會女孩子變可愛的特技。無論是男性或魔物都會因此被吸引住。不過似乎只有阿紫認為自己這樣很可愛。
因此被美列布虧她「雖然妳以為自己是板野友美，但這種模樣與其說是鴨嘴，不如說是鯨頭鸛」

## 播放日期、標題、物品
| 各話 | 播放日         | 物品 | 美列布的咒文                         | 阿久學會的武術 |
| ---- | -------------- | --- | ------------------------------------ | -------------- |
| 壹   | 2012年10月12日 | 邀請之劍：能夠讓被打倒的對手睡著的劍，由卡波伊村保管著。 | 粗眉咒                               |                |
| 貳   | 2012年10月19日 | 鑰匙：敢薩村村長家留傳下來的鑰匙，上面有一顆高貴的紅寶石。 月亮神鏡：沉於毒沼中的鏡子。用它照著人時可以變回原來的樣子。 日全蝕眼鏡：本作中能夠用來看到佛祖的眼鏡。                              | 凹臉咒                               | 忍術           |
| 参   | 2012年10月26日 | 馬車：能夠收藏旅途中得來的東西和武器。 | 小放屁咒                             | 雙截棍         |
| 四   | 2012年11月2日  | 鑰匙：托羅壇村村長持有的鑰匙。上面有MIWA的文字。 | 單冰咒                               | 弓術           |
| 五   | 2012年11月9日  | 牛奶：義彥配送到各家的牛奶。如果是送到尤美諾家時會多送她一瓶。 廣播器：經常設置在老師辦公室的設備。                                                                                             |                                      | 巴西柔術       |
| 六   | 2012年11月16日 | 力量神水：仙人讓義彥喝下而可以讓力氣增加百倍的水。實際上不過是一般的水而已。 鑰匙：艾伊西斯城國王所持有的鑰匙，可以用來開啟西山上的寶箱。                                                       | 初戀咒                               | 西洋劍         |
| 七   | 2012年11月23日 | 鑰匙：基拉那村傳承下來的鑰匙。不過因為不是惡靈之鑰而因此消滅。 | 思緒咒                               | 拳擊           |
| 八   | 2012年11月30日 | 球：是盜賊為了證明自己高超的讀心術所用的小道具。 寶箱鑰匙：在賭場中必須用一萬金幣才能得到的鑰匙。                                                                                               | -                                    | 醉拳           |
| 九   | 2012年12月7日  | 奧裡哈魯根：一種被放在充滿魑魅魍魎的山中的貴重金屬。 | 遠程煮飯咒                           | 北斗神拳       |
| 拾   | 2012年12月14日 | 變化之杖：能夠讓自己變成魔物的拐杖。 廣播台：由禮夢創立的「MangoーFM」並且可以收聽。 | 凪咒                                 | -              |
| 拾壹 | 2012年12月21日 | 光之球：光之神・辛普森所持有而被稱作是比太陽還要耀眼的球。雖然可以讓最強的裝備發揮功用，但不知為何有兩顆而且還被辛普森放在跨下。 惡靈之鑰：可以用來封印魔物的鑰匙，打倒迪斯塔克後出現在他身上。 | 聳肩咒 便意咒 狗吠咒 清新咒 又來了咒 | -              |

## 工作人員
- 劇本、・演：福田雄一
- 助理導演：窪田祐介
- 顧問：酒井健作、大平尚志、向田邦彦
- 音樂：瀨川英史
- 怪物造形：Bravo-company
- 服裝設計：澤田石和寛
- 片頭標題：本郷伸明
- 片尾標題：及川勝仁
- 音響効果：荒川望
- 特效：中口岳樹
- 總製作人：岡部紳二（東京電視台）
- 製作人：浅野太（東京電視台） / 武藤大司、手塚公一、松本彩夏
- 副製作人：松村謙三
- 助理製作人：小松幸敏（東京電視台） / 本間隆平、河瀬知
- 燈光製作：原田耕治
- 情報製作：中村滋利
- 制作：東京電視台、電通
- 制作協力：EAST ENTERTAINMENT
- 製作、出品：「勇者義彥和惡靈之鑰」製作委員会

## 主題曲
- 片頭曲
  - ストレイテナー「From Noon Till Dawn（feat.TabuZombie&KunikazuTanaka）」（EMI音樂 (日本)）

- 片尾曲
  - 沐月「どこへも行かないよ」（愛貝娛樂）

## 備註
1. ↑  TX_YOSHIHIKO、2012年5月16日於Twitter.
2. ↑  TX_YOSHIHIKO、2012年5月16日於Twitter.
3. ↑  TX_YOSHIHIKO、2012年8月14日於Twitter.
4. ↑  . webザテレビジョン. 2012-05-16  [2012-05-16]. （原始内容存档于2012-05-20）.
5. ↑  這幕是向由山田孝之在戲劇版《在世界中心呼喊愛情》中扮演的「松本朔太郎」的台詞的致敬。
6. ↑  山田孝之有演過電影《漂丿男子漢》中的主角之一「芹澤」
7. ↑  第3話中有演出藥局的醫生。
8. ↑  . 2012-11-17  [2012-11-17]. （原始内容存档于2019-06-21）.
9. ↑  勇者鬥惡龍系列中用來寄放同伴的地方

## 外部連結
- 勇者義彥和惡靈之鑰 官網 （页面存档备份，存于）
- 「勇者義彥」公式twitter（@TX_YOSHIHIKO） （页面存档备份，存于）
- 《勇者義彥和惡靈之鑰》Facebook

| 東京電視台 電視劇24                | 東京電視台 電視劇24                            | 東京電視台 電視劇24 |
| ---------------------------------- | ---------------------------------------------- | ------------------- |
|                                    | 勇者義彥與惡靈之鑰 （2012.10.12 - 2012.12.21） |                     |
| 馬路須加學園3 （2012.7.13 - 10.5） | 真幌站前番外地 （2013.1.11 - 3月）             |                     |

| 臺灣 印度尼西亞 新加坡 緬甸WakuWaku Japan 星期五 晚上9點 | 臺灣 印度尼西亞 新加坡 緬甸WakuWaku Japan 星期五 晚上9點 | 臺灣 印度尼西亞 新加坡 緬甸WakuWaku Japan 星期五 晚上9點 |
| -------------------------------------------------------- | -------------------------------------------------------- | -------------------------------------------------------- |
|                                                          | 勇者義彥與惡靈之鑰 （2017.3.3－2017.5.12）               |                                                          |
| 推理要在晚餐後 特別篇 （2017.2.24）                      | 勇者義彥與被引導的七人 （2017.5.19－2017.8.4）           |                                                          |